# NGC 2940
NGC 2940 est une galaxie lenticulaire relativement éloignée et située dans la constellation du Lion. NGC 2940 a été découverte par l'astronome allemand Wilhelm Tempel en 1877.

## Caractéristiques
Sa vitesse par rapport au fond diffus cosmologique est de 8 888 ± 23 km/s, ce qui correspond à une distance de Hubble de 131,1 ± 9,2 Mpc (∼428 millions d'al).
À ce jour, deux mesures non basées sur le décalage vers le rouge (redshift) donnent une distance de 75,300 ± 47,659 Mpc (∼246 millions d'al), ce qui est à l'extérieur des valeurs de la distance de Hubble. Notons cependant que c'est avec la valeur moyenne des mesures indépendantes, lorsqu'elles existent, que la base de données NASA/IPAC calcule le diamètre d'une galaxie. Ici, il vaudrait mieux utiliser la distance de Hubble pour calculer le diamètre. 

## Paire de galaxies
Selon E.L. Turner, les galaxies NGC 2939 et NGC 2940 forment une paire de galaxies rapprochées. La distance de Hubble de NGC 2939 est cependant beaucoup plus petite (54,05 ± 3,80 pc). Ces deux galaxies forment donc une paire purement optique.